# شهدطوطی‌های شفق
شهدطوطی‌های شفق (نام علمی: Eos) نام یک سرده از زیرخانواده شهدطوطیان است.
نام این جنس از طوطی‌ها به رنگ سرخ‌مانند آن‌ها اشاره دارد.